# Euplexia discisignata
Euplexia discisignata är en fjärilsart som beskrevs av Moore 1867. Euplexia discisignata ingår i släktet Euplexia och familjen nattflyn. Inga underarter finns listade i Catalogue of Life.